# Tuvalu nos Jogos Olímpicos de Verão de 2016
Tuvalu foi uma das nações participantes nos Jogos Olímpicos de Verão de 2016, realizados no Rio de Janeiro, Brasil, entre 5 e 21 de agosto. Esta foi a terceira participação consecutiva do país desde sua estreia nos Jogos Olímpicos de Verão em 2008. A delegação incluiu apenas o velocista de pista e estrada Etimoni Timuani, que também foi o portador da bandeira na Parada das Nações. Ele não avançou após a primeira rodada da prova dos 100 metros masculinos. Tuvalu teve a menor comitiva dos Jogos Olímpicos de Verão de 2016.

## Antecedentes
Tuvalu participou de três Jogos Olímpicos de Verão desde sua estreia nos Jogos de 2008 em Pequim, China. Apenas o velocista Etimoni Timuani foi enviado para os Jogos de 2016. Esta foi a menor delegação que o país enviou para uma Olimpíada, sendo a única a contar com apenas um atleta em 2016. Nas duas edições anteriores Tuvalu contou com três participantes. Nenhum tuvaluano ganhou uma medalha em Olimpíadas. Como ele era o único concorrente, Etimoni carregou a bandeira durante a Parada das Nações.  Ele classificou-se através de uma vaga de universalidade da Associação Internacional de Federações de Atletismo (IAAF).

## Atletismo

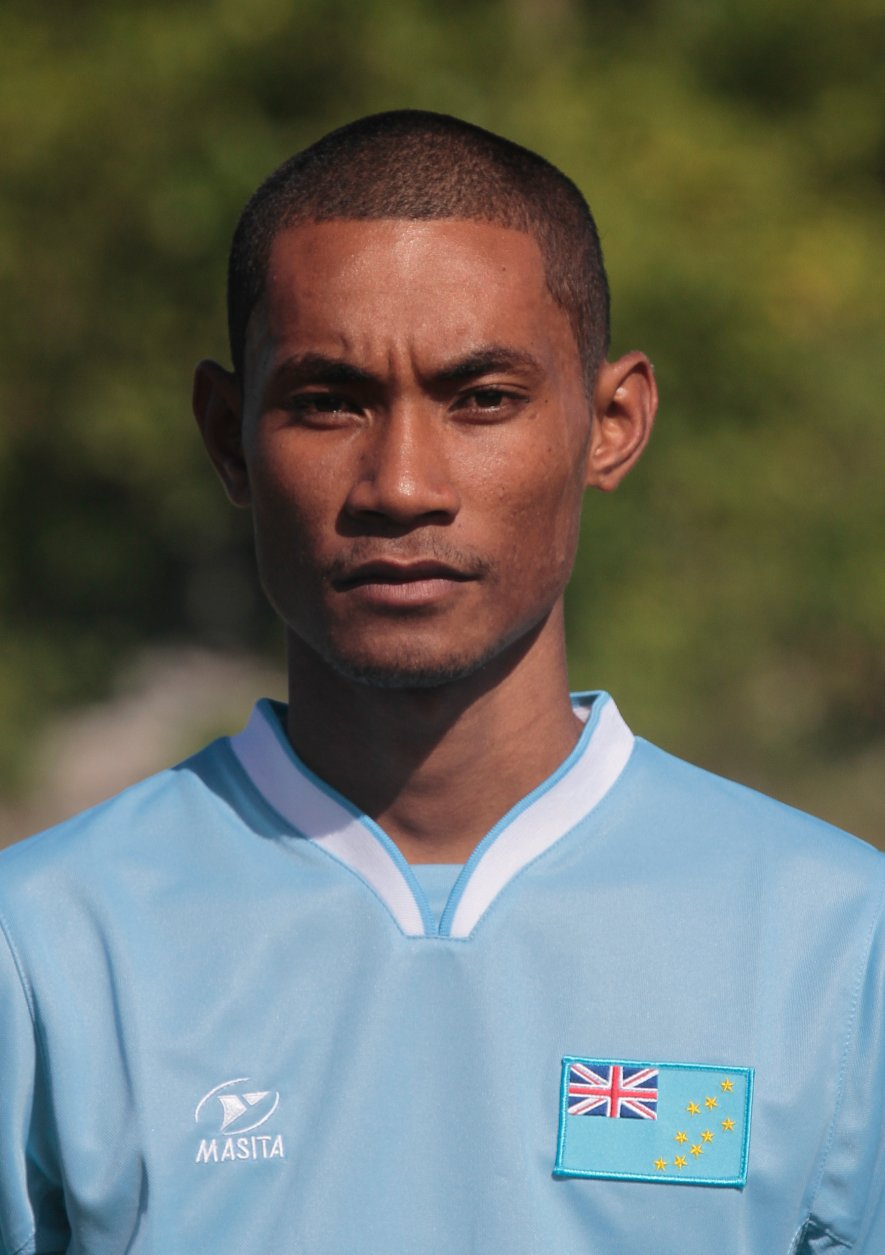
Etimoni Timuani competiu na prova dos 100 metros masculinos como o único atleta de Tuvalu, cuja delegação foi a única a ser composta por apenas um competidor nos Jogos de 2016.

Tuvalu recebeu uma vaga de universalidade da IAAF para enviar um atleta masculino para os Jogos de 2016. Etimoni Timuani, ex-jogador de futebol que se tornou velocista, fez sua estreia em Olimpíadas. No entanto, ele também já tinha participado dos Jogos do Pacífico de 2015 em Papua Nova Guiné e do Campeonato Mundial de Atletismo de 2015 em Pequim. Antes do evento, Tufoua Panapa, secretário-assistente do Ministério da Educação de Tuvalu, disse que "somos um dos países mais pequenos. Ele [Timuani] apenas nos torna maiores do que isso", e que "ele nos orgulha". Panapo também comentou que "isso é uma grande motivação para os mais jovens". Timuani terminou em sétimo na prova dos 100 metros com um tempo de 11,81 segundos, não se qualificando para as semifinais.
Legenda
- Nota – As classificações das provas de pista são apenas dentro da manga em que o atleta competiu
- Q = Qualificado para a ronda seguinte
- q = Qualificado em repescagens ou, noas provas de pista, através da posição sem alcançar a marca para a qualificação
- RN = Recorde nacional
- N/A = Ronda não existente nessa prova
- Ise = Atleta isento de competir nessa ronda

Pista e estrada
| Atleta          | Prova           | Manga | Manga         | Quartas-de-final | Quartas-de-final | Semifinal   | Semifinal     | Final       | Final         |
| Atleta          | Prova           | Tempo | Classificação | Tempo            | Classificação    | Tempo       | Classificação | Tempo       | Classificação |
| --------------- | --------------- | ----- | ------------- | ---------------- | ---------------- | ----------- | ------------- | ----------- | ------------- |
| Etimoni Timuani | 100 m masculino | 11,81 | 7º            | Não avançou      | Não avançou      | Não avançou | Não avançou   | Não avançou | Não avançou   |